# Valenzuela juniperorum
Valenzuela juniperorum är en insektsart som först beskrevs av Edward L. Mockford 1969.  Valenzuela juniperorum ingår i släktet Valenzuela och familjen fransvingestövsländor. Inga underarter finns listade i Catalogue of Life.